# Barry Cornwall
Bryan Waller Procter (conocido  por el seudónimo de Barry Cornwall) (21 de noviembre de 1787-5 de octubre de 1874) fue un poeta inglés.
Nacido en Leeds, Yorkshire, alrededor de 1807 se trasladó a Londres para estudiar abogacía. Por la muerte de su padre en 1816 obtuvo la posesión de una pequeña propiedad, y poco después se asoció con un abogado, pero en 1820 la sociedad se disolvió, y comenzó a escribir bajo el seudónimo de Barry Cornwall.
La mayoría de sus versos fue compuesta entre 1815, cuando comenzó a contribuir en la Literary Gazette (Gaceta Literaria). Su hija, Adelaide Anne Procter, fue también poeta.
Sus principales obras poéticas son Dramatic Scenes and other Poems (1819), A Sicilian Story (1820), Marcian Colonna (1820), Mirandola, Charles Kemble and Miss Foote in the leading parts (1821), The Flood of Thessaly (1823) y English Songs (1832). 
En 1877 se publicó un fragmento autobiográfico póstumo con notas de sus amigos literatos, con algunas adiciones del crítico y poeta inglés Coventry Patmore.
Desconocido fuera de Gran Bretaña en su época y considerado como imitador de grandes autores románticos, Barry Cornwall sin embargo inspiró a Alexander Pushkin.